# Hrabstwo Jefferson (Kolorado)
Hrabstwo Jefferson (ang. Jefferson County) – hrabstwo w stanie Kolorado w Stanach Zjednoczonych. Hrabstwo zajmuje powierzchnię 2003 km². Według szacunków United States Census Bureau w roku 2010 liczyło 534 543 mieszkańców. Siedzibą administracyjną hrabstwa jest Golden.

## Miasta
- Arvada
- Edgewater
- Golden
- Lakewood
- Lakeside
- Morrison
- Mountain View
- Wheat Ridge

## CDP
- Applewood
- Aspen Park
- Dakota Ridge
- East Pleasant View
- Evergreen
- Fairmount
- Genesee
- Idledale
- Indian Hills
- Ken Caryl
- Kittredge
- West Pleasant View